# Haruki Umemura
Haruki Umemura (japanisch 梅村 晴貴 Umemura Haruki; * 14. Mai 1995 in der Präfektur Shizuoka) ist ein ehemaliger japanischer Fußballspieler.

## Karriere
Umemura erlernte das Fußballspielen in der Jugendmannschaft von Júbilo Iwata. Seinen ersten Vertrag unterschrieb er 2014 bei Kataller Toyama. Der Verein spielte in der zweithöchsten Liga des Landes, der J2 League. Am Ende der Saison 2014 stieg der Verein in die J3 League ab. Im Juli 2015 wurde er an den FC Maruyasu Okazaki ausgeliehen. 2016 kehrte er zu Kataller Toyama zurück. 2018 wechselte er zum FC Maruyasu Okazaki. Ende 2018 beendete er seine Karriere als Fußballspieler.